# Tetê Moraes
Tetê Moraes (Rio de Janeiro, 1943) é uma cineasta brasileira, conhecida por seus documentários.
Formada em direito pela Universidade Federal do Rio de Janeiro (UFRJ) em 1966, iniciou sua carreira profissional no jornalismo. foi diagramadora no jornal O Sol. Presa pela ditadura militar, exilou-se, morando no Chile, Estados Unidos, França e Portugal. Fez mestrado em comunicação na American University.
Voltou ao Brasil com a anistia, em 1979, e tornou-se professora do departamento de comunicação da Pontifícia Universidade Católica do Rio de Janeiro (PUC-RJ).
Estreou no cinema dirigindo o curta-metragem Quando a rua vira casa, em 1981. No ano seguinte veio seu primeiro longa-metragem, Lages, a força do povo, um documentário sobre a administração da cidade de Lages. Dirigiu e produziu obras para a BBC e outras emissoras de televisão europeias, como a série Brazil, Brazil, de 1985.
A consagração veio em 1987, com Terra para Rose, documentário sobre a luta pela reforma agrária, com narração de Lucélia Santos, r que ganhou o prêmio de melhor filme no Festival de Brasília e no Festival de Havana. Os personagens do filme reapareceram em 2000, na continuação O sonho de Rose – 10 anos depois, novamente premiado em Havana. Também foi eleito pelo público o melhor documentário no Festival do Rio.

## Filmografia
- 1981 - Quando a rua vira casa (curta-metragem)
- 1981 - Aulas e azeitonas (média-metragem)
- 1982 - Lages, a força do povo
- 1987 - Terra para Rose
- 1992 - O ar nosso de cada dia (vídeo)
- 2000 - O sonho de Rose – 10 anos depois
- 2005 - O Sol - Caminhando contra o Vento